# Campionato austriaco di calcio a 5 2002-2003
Il Campionato austriaco di calcio a 5 2002-2003 è stato il primo campionato di calcio a 5 dell'Austria, disputato nella stagione 2002/2003 a Kapfenberg. La finale si è svolta il 15 marzo 2003.

## Gironi di qualificazione

### Gruppo A
| Squadra             | Pti | G | V | N | P | GF | GS |
| ------------------- | --- | - | - | - | - | -- | -- |
| Stella Rossa Vienna | 9   | 3 | 3 | 0 | 0 | 10 | 0  |
| CBC Bosna Perg      | 6   | 3 | 2 | 0 | 1 | 5  | 2  |
| Leitner Scheifling  | 3   | 3 | 1 | 0 | 2 | 3  | 7  |
| PPMK Wien           | 0   | 3 | 0 | 0 | 3 | 0  | 9  |

| Leitner Scheifling | 3 - 0 | PPMK Wien    |
| Stella Rossa       | 2 - 0 | CBC Bosna    |
| Leitner Scheifling | 0 - 2 | CBC Bosna    |
| PPMK Wien          | 0 - 3 | Stella Rossa |
| Leitner Scheifling | 0 - 5 | Stella Rossa |
| CBC Bosna          | 3 - 0 | PPMK Wien    |

### Gruppo B
| Squadra               | Pti | G | V | N | P | GF | GS |
| --------------------- | --- | - | - | - | - | -- | -- |
| Olida Ceramic Vienna  | 7   | 3 | 2 | 1 | 0 | 6  | 1  |
| Copa Cabana Linz      | 6   | 3 | 2 | 0 | 1 | 2  | 2  |
| AC Milan Knittelfield | 4   | 3 | 1 | 1 | 1 | 8  | 2  |
| AT&S Fohnsdorf        | 0   | 3 | 0 | 0 | 3 | 2  | 13 |

| AC Milan    | 0 - 0 | Olida       |
| AT&S        | 0 - 1 | Copa Cabana |
| AC Milan    | 0 - 1 | Copa Cabana |
| AT&S        | 5 - 1 | Olida       |
| AC Milan    | 8 - 1 | AT&S        |
| Copa Cabana | 0 - 2 | Olida       |

### Finale 3º-4º posto
| Data       | Luogo      | Gara                              | Risultato |
| ---------- | ---------- | --------------------------------- | --------- |
| 15.03.2003 | Kapfenberg | CBC Bosna Perg - Copa Cabana Linz | 1-0       |

### Finale
| Data       | Luogo      | Gara                                       | Risultato |
| ---------- | ---------- | ------------------------------------------ | --------- |
| 15.03.2003 | Kapfenberg | Olida Ceramic Vienna - Stella Rossa Vienna | 5-0       |